# Коловращение (О. Генри)
«Коловраще́ние» (англ. The Whirligigs) — сборник рассказов О. Генри, впервые изданный издательством Doubleday, Page & Company в 1910 году.

## Содержание сборника
1. Дверь и мир (The World And The Door, 1907)
2. Теория и собака (The Theory And The Hound, 1904)
3. Гипотетический казус (The Hypotheses Of Failure, 1904)
4. Шифр Кэллоуэя (Calloway’s Code, 1906)
5. Вопрос высоты над уровнем моря (A Matter Of Mean Elevation, 1904)
6. «Девушка» («Girl», 1906)
7. Костюм и шляпа в свете социологии (Sociology In Serge And Straw, 1906)
8. Вождь краснокожих (The Ransom Of Red Chief, 1907)
9. Брачный месяц май (The Marry Month Of May, 1905)
10. Формальная ошибка (A Technical Error, 1910)
11. Так живут люди (Suite Homes And Their Romance, 1904)
12. Коловращение жизни (The Whirligig Of Life, 1903)
13. Жертва невпопад (A Sacrifice Hit, 1904)
14. Дороги, которые мы выбираем (The Roads We Take, 1904)
15. Сделка (A Blackjack Bargainer, 1901)
16. Оперетка и квартальный (The Song And The Sergeant, 1905)
17. Бесценный доллар, или Невероятные приключения главной улики (One Dollar’s Worth, 1903)
18. Сила печатного слова (A Newspaper Story, 1904)
19. Громила и Томми (Tommy’s Burglar, 1905)
20. Рождественский подарок по-ковбойски (A Chapparal Christmas Gift, 1903)
21. Особенный нью-йоркский колорит (A Little Local Colour, 1904)
22. Резолюция (Georgia’s Ruling, 1900)
23. Перспектива (Blind Man’s Holyday, 1905)
24. Мадам Бо-Пип на ранчо (Madame Bo-Peep, Of The Ranches, 1902)

## Экранизации
- The Ransom of Red Chief (Edison Manufacturing Company, 1911)[2].
- The Mexican’s Gratitude, США, 1911[3] («Рождественский подарок по-ковбойски»).
- One Dollar’s Worth, США, 1917[4] («Бесценный доллар»).
- Madame Bo-Peep, США, 1917[5] («Мадам Бо-Пип на ранчо»).
- «Вождь краснокожих и другие…» (англ. O. Henry's Full House) (XX Century Fox, 1952)[6], («Вождь краснокожих»).
- «Коловращение жизни» — 1958, «Ленфильм».
- The Ransom of Red Chief (NBC, 1959)[7].
- «Деловые люди», 1962, Мосфильм[8], («Вождь краснокожих», «Дороги, которые мы выбираем»).
- Kun ympäri käydään..., Финляндия, 1967[9] («Коловращение жизни»).
- «Чертёнок с пушистым хвостом», 1985, Мульттелефильм[10], («Вождь краснокожих», пародия).
- The Ransom of Red Chief (Hallmark Entertainment, 1998)[11].